# 悦
悦（えつ）は、漢姓の一つ。『鄭通志』、商の武丁に仕えた大臣が姓とした。北魏の時代に昌黎郡を本貫とする鮮卑族の姓として、悦綰、悦寿、悦真の名前が見える。昌黎悦氏は鮮卑の二字姓であった悦力氏を漢風に一字姓の悦氏に改めたものだと言われている。2023年においても、河北省や山西省、四川省で言い伝えられている。また、総人口1億人の稀姓とされた。